# Psilotreta quinlani
Psilotreta quinlani är en nattsländeart som beskrevs av Douglas E. Kimmins 1964. Psilotreta quinlani ingår i släktet Psilotreta och familjen böjrörsnattsländor. Inga underarter finns listade i Catalogue of Life.